# 格塔丘·里达

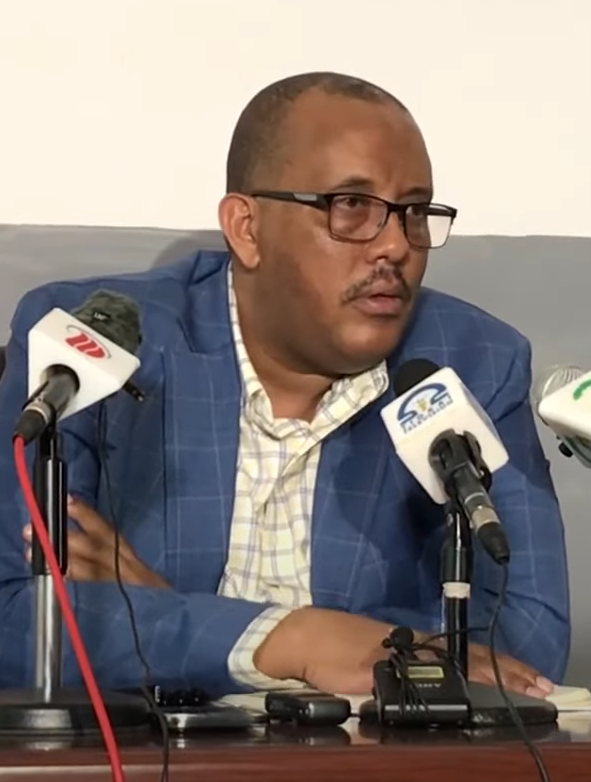
2023年9月的格塔丘·里达

格塔丘·里达·卡赛（1974年6月—）是埃塞俄比亚一位政治家。他出生于沃洛省阿拉马塔（今属提格雷州）。他在亚的斯亚贝巴大学法学院完成了本科学业。2001年—2002年，他在美国塔斯卡卢萨的亚拉巴马大学取得法学硕士学位。在2009年担任政府职务之前，他曾在提格雷州默克莱大学担任法学教授。2012年—2016年，在埃塞俄比亚前总理海尔马里亚姆·德萨莱尼的领导联邦政府中担任政府通讯事务部长。2023年3月23日至今，任提格雷州临时行政机构首席行政官。在出任首席行政官之前，格塔丘长期担任提格雷州前代主席德布雷齐翁·格布雷迈克尔的顾问。格塔丘还是提格雷人民解放阵线执行委员会委员；2020年至今，任该党发言人。